# Премія YUNA (4-та церемонія вручення)
«YUNA» — щорічна українська щорічна національна професійна музична премія. Четверта церемонія «YUNA» (або «YUNA-2015») вшановувала найкращих в українській музиці за 2014 рік та відбувалась під гаслом «Україна. Музика. Найкращі!».
15 грудня 2014 року в ресторані «Famous» у Києві були оголошені номінанти «YUNA-2015».
Церемонія відбулась 25 березня 2015 року в НПМ «Україна» у Києві. Телевізійну версію церемонії 28 березня о 22:30 показав телеканал «Інтер». Ведучими Четвертої церемонії «YUNA» були Ольга Горбачова та група Клей Угрюмого.
Режисером-постановником шоу був Павло Шилько, хореографом-постановником — Руслан Махов.
Переможців визначало 91 член журі. У 2014 році вперше ніхто не отримав спеціальної нагороди YUNA «За особливі досягнення в музиці». Напередодні церемонії організаційний комітет YUNA задовольнив спільне прохання номінантів у категорії «Найкращий автор слів» не відкривати конверт із іменем переможця у цій категорії, а посмертно нагородити Андрія Кузьменка. Щоб роз'яснити дану ситуацію і присвятити нагороду Кузьмі на сцену із промовою виходив представник від номінантів Потап.

## Перебіг церемонії
Глядачі побачили унікальне шоу, яке складалось з 14 живих номерів:
- Хореографічна студія FORS — Intro
- Alyosha — БЕЗоружная
- Віталій Козловський — Будь сильнее
- Mozgi — Аябо
- MONATIK — Еще один
- Скрябін та Фагот (ТНМК) — Пусти мене
- Яна Соломко — Гимн счастливой женщины
- Надія Грановська та EL Кравчук — Доля
- The HARDKISS — Stones
- Злата Оґнєвіч — ДАЛЕКО v.2015
- LOBODA — Не нужна
- Антитіла — Над полюсами
- KAMALIYA та Олег Кензов — We Got The Love
- Вєрка Сердючка — Все будет хорошо.

## Номінанти та переможці
| Категорія            | Номінанти                                                                  |                                                                            |
| -------------------- | -------------------------------------------------------------------------- | -------------------------------------------------------------------------- |
| Найкращий альбом     | • Stones And Honey — The Hardkiss                                          | • Stones And Honey — The Hardkiss                                          |
| Найкращий альбом     | • Thank You — Джамала                                                      |                                                                            |
| Найкращий альбом     | • Рассвет (альбом Ірини Білик) — Ірина Білик                               |                                                                            |
| Найкращий альбом     | • Made in Ukraine — Брати Гадюкіни                                         |                                                                            |
| Найкращий альбом     | • Помню — Тіна Кароль                                                      |                                                                            |
| Найкраща пісня       | • Stones — The Hardkiss                                                    | • Stones — The Hardkiss                                                    |
| Найкраща пісня       | • Город под запретом — LOBODA                                              |                                                                            |
| Найкраща пісня       | • Медленно — Ані Лорак                                                     |                                                                            |
| Найкраща пісня       | • Перемирие — ВІА Гра                                                      |                                                                            |
| Найкраща пісня       | • Мы не останемся друзьями — Тіна Кароль                                   |                                                                            |
| Найкраща пісня       | • Pray For Ukraine — Злата Огнєвіч                                         |                                                                            |
| Найкраща пісня       | • БЕЗоружная — Alyosha                                                     |                                                                            |
| Найкращий виконавець | • Іван Дорн                                                                | • Іван Дорн                                                                |
| Найкращий виконавець | • Арсен Мірзоян                                                            |                                                                            |
| Найкращий виконавець | • Віталій Козловський                                                      |                                                                            |
| Найкращий виконавець | • Макс Барських                                                            |                                                                            |
| Найкращий виконавець | • MONATIK                                                                  |                                                                            |
| Найкраща виконавиця  | • Тіна Кароль                                                              | • Тіна Кароль                                                              |
| Найкраща виконавиця  | • Ірина Білик                                                              |                                                                            |
| Найкраща виконавиця  | • Альоша                                                                   |                                                                            |
| Найкраща виконавиця  | • LOBODA                                                                   |                                                                            |
| Найкраща виконавиця  | • ALLOISE                                                                  |                                                                            |
| Найкраща виконавиця  | • Джамала                                                                  |                                                                            |
| Найкращий гурт       | • Скрябін                                                                  | • Скрябін                                                                  |
| Найкращий гурт       | • The Hardkiss                                                             |                                                                            |
| Найкращий гурт       | • Антитіла                                                                 |                                                                            |
| Найкращий гурт       | • DZIDZIO                                                                  |                                                                            |
| Найкращий гурт       | • неАнгелы                                                                 |                                                                            |
| Найкращий композитор | • Костянтин Меладзе                                                        | • Костянтин Меладзе                                                        |
| Найкращий композитор | • Потап                                                                    |                                                                            |
| Найкращий композитор | • Руслан Квінта                                                            |                                                                            |
| Найкращий композитор | • Іван Дорн                                                                |                                                                            |
| Найкращий композитор | • Юлія Саніна / Валерій Бебко                                              |                                                                            |
| Найкращий автор слів | • Андрій «Скрябін» Кузьменко                                               | • Андрій «Скрябін» Кузьменко                                               |
| Найкращий автор слів | • Потап                                                                    |                                                                            |
| Найкращий автор слів | • LOBODA                                                                   |                                                                            |
| Найкращий автор слів | • Світлана Тарабарова                                                      |                                                                            |
| Найкращий автор слів | • Джамала                                                                  |                                                                            |
| Найкращий відеокліп  | • Океан Ельзи — «Стіна» (реж. Володимир Шкляревський та Віктор Придувалов) | • Океан Ельзи — «Стіна» (реж. Володимир Шкляревський та Віктор Придувалов) |
| Найкращий відеокліп  | • LOBODA та Emin — «Смотришь в небо» (реж. Нателла Крапівіна)              |                                                                            |
| Найкращий відеокліп  | • Тіна Кароль — «Мы не останемся друзьями» (реж. Хіндрек Маасік)           |                                                                            |
| Найкращий відеокліп  | • The Hardkiss — «Stones» (реж. Валерій Бебко)                             |                                                                            |
| Найкращий відеокліп  | • Pianoбой — «Родина» (реж. Володимир Шкляревський)                        |                                                                            |
| Відкриття року       | • ONUKA                                                                    | • ONUKA                                                                    |
| Відкриття року       | • Надія Грановська                                                         |                                                                            |
| Відкриття року       | • Mozgi                                                                    |                                                                            |
| Відкриття року       | • Артем Мех                                                                |                                                                            |
| Відкриття року       | • Клей Угрюмого                                                            |                                                                            |
| Найкращий дует       | • LOBODA та Emin — «Смотришь в небо»                                       | • LOBODA та Emin — «Смотришь в небо»                                       |
| Найкращий дует       | • Kazaky та The Hardkiss — «Strange Moves»                                 |                                                                            |
| Найкращий дует       | • ВІА Гра та Вахтанг — «У меня появился другой»                            |                                                                            |
| Найкращий дует       | • Віталій Козловський та Юлія Думанська — «Тайна»                          |                                                                            |
| Найкращий дует       | • Іван Дорн, Кравц та DJ Insama — «Прониклась мной»                        |                                                                            |

## Рейтинг
Згідно з даними телеканалу «Інтер» телеверсія церемонії (29 березня о 22:30) увійшла до тижневого ТОП-рейтингу цього каналу.